# 129063 Joshwood
129063 Joshwood è un asteroide della fascia principale. Scoperto nel 2004, presenta un'orbita caratterizzata da un semiasse maggiore pari a 3,1162416 UA e da un'eccentricità di 0,0576328, inclinata di 8,20841° rispetto all'eclittica.